# Annelie Ehrhardt
Annelie Ehrhardt (República Democrática Alemana, 18 de junio de 1950-22 de octubre de 2024) fue una atleta alemana, especializada en la prueba de 100 m vallas en la que llegó a ser la primera campeona olímpica, en 1972.

## Carrera deportiva
En los JJ. OO. de Múnich 1972 ganó la medalla de oro en los 100 metros vallas, con un tiempo de 12.59 segundos que fue récord del mundo, llegando a meta por delante de la rumana Valeria Bufanu y su compatriota Karin Balzer (bronce con 12.90 segundos).
Tres años después, en el Campeonato Europeo de Atletismo en Pista Cubierta de 1975 ganó la plata en los 60 metros vallas, con un tiempo de 8.12 segundos, tras la polaca Grażyna Rabsztyn (oro con 8.02 segundos).